# فندق كاليفورنيا (أغنية)
فندق كاليفورنيا
هي أغنية أمريكية لفرقة الصقور من تأليف دون فيلدر، دون هينلي، غلين فراي تم إصدارها سنة 1976.
حققت الأغنية نجاحاً ساحقاً حيث جاءت في المرتبة الأولى على بيلبورد هوت 100، كما ٱحتلت الرتبة 49 كأفضل 500 أغنية باللغة الإنجليزية في كل العصور (تقييم رولينغ ستون)، حصلت الأغنية كذلك على شهادة القرص الذهبي لمرتين متتاليتين وشهادة قرص البلاتينيوم من قبل رابطة صناعة التسجيلات الأمريكية (كما بيعت أكثر من مليون ونصف النسخة).
في 18 يناير 2016 توفي المغني الأمريكي وعضو الفرقة غلين فراي عن عمر يناهز 67 عاماً في المركز الطبي لجامعة كولومبيا في مدينة نيويورك بعد معاناة مع أمراض التهاب المفاصل الروماتويدي والتهاب القولون التقرحي الحاد والالتهاب الرئوي.

## جوائز
- 1981 : جائزة غرامي لأفضل قرص للسنة من نصيب المنتج Bill Szymczyk.

## شهادات الموسيقى
| دولة                                      | شهادات           | عدد المبيعات |
| إيطاليا إف أي إم أي                       | أسطوانة بلاتينية | 30,000       |
| ----------------------------------------- | ---------------- | ------------ |
| المملكة المتحدة بي پي أي                  | أسطوانة فضية     | 250,000      |
| الولايات المتحدة RIAA (أفضل أغنية منفردة) | أسطوانة ذهبية    | 1,000,000    |
| الولايات المتحدة RIAA · (التحميل الرقمي)  | أسطوانة بلاتينية | 3,000,000    |